# Усачёв, Игорь Николаевич
Игорь Николаевич Усачёв (15 октября 1983, Куйбышев) — российский лыжник, чемпион России. Мастер спорта России.

## Биография
Воспитанник самарского спорта, тренер — Александр Елисенков. На внутренних соревнованиях представлял Самарскую область и спортивное общество «Динамо». Специализировался в классическом спринте.
Первых серьёзных успехов на внутренней арене добился в 2011 году, завоевав бронзовую медаль чемпионата России в спринте. В том же сезоне стал победителем Кубка России. В 2012 году завоевал золотую медаль чемпионата России в спринте, тем самым стал первым за 30 лет представителем Самарской области, победившим на чемпионатах России и РСФСР по лыжным гонкам среди мужчин.
К выступлениям на Кубке мира привлекался с осени 2006 года, а в сезоне 2010/11 входил в основной состав сборной России. Лучшим результатом в сезоне 2010/11 стало 14-е место. Также участвовал в гонках Кубка FIS, где попадал в тройку призёров.
Неоднократный победитель и призёр всероссийских и региональных соревнований, в том числе призёр «Красногорской лыжни» (2011), призёр марафона «Сокольи Горы» (2017, Самара), победитель всероссийских летних соревнований (2014, Тюмень).
Окончил Самарский филиал Московского юридического института.